# Leptometopa albipennis
Leptometopa albipennis är en tvåvingeart som först beskrevs av Lamb 1914.  Leptometopa albipennis ingår i släktet Leptometopa och familjen sprickflugor.
Artens utbredningsområde är Seychellerna. Inga underarter finns listade i Catalogue of Life.